# Bruno Aeberhard
Bruno Aeberhard, né le 14 octobre 1976 est un bobeur suisse.

## Palmarès

### Championnats monde
- : médaillé de bronze en bob à 4 aux championnats monde de 2000.